# Eleonora Sofia di Sassonia-Weimar
Eleonora Sofia di Sassonia-Weimar (Güstrow, 22 marzo 1660 – Lauchstädt, 4 febbraio 1687) è stata una nobildonna tedesca membro della casata di Wettin e per matrimonio Duchessa di Sassonia-Merseburg-Lauchstädt.
Era la terza dei cinque figli nati dal matrimonio di Giovanni Ernesto II, Duca di Sassonia-Weimar con Cristina Elisabetta di Schleswig-Holstein-Sonderburg.

## Matrimonio
A Weimar il 9 luglio 1684 Eleonora Sofia sposò il Principe Filippo di Sassonia-Merseburg, il terzo dei figli maschi sopravvissuti del Duca Cristiano I. Poco dopo le nozze, Filippo ricevette la città di Lauchstädt come suo appannaggio, e stabilì lì la sua residenza.
Il matrimonio produsse due figli, nessuno dei quali sopravvisse fino all'età adulta:
1. Cristiana Ernestina (Merseburg, 16 settembre 1685 - Merseburg, 20 giugno 1689).
2. Giovanni Guglielmo, Principe Ereditario di Sassonia-Merseburg-Lauchstädt (Lauchstädt, 27 gennaio 1687 - Merseburg, 21 giugno 1687).

Eleonora Sofia morì a Lauchstädt all'età di 26 anni, otto giorni dopo aver dato alla luce suo figlio, probabilmente per complicazioni del parto. Fu sepolta nella cattedrale di Merseburg.

## Ascendenza
|                                                         |                                                 |                                                   | Genitori                                            |  |  | Nonni |  |  | Bisnonni                       |  |  | Trisnonni                                 |  |
|                                                         |                                                 |                                                   |                                                     |  |  |       |  |  | 8. Giovanni di Sassonia-Weimar |  |  | 16. Giovanni Guglielmo di Sassonia-Weimar |  |
|                                                         |                                                 |                                                   |                                                     |  |  |       |  |  | 8. Giovanni di Sassonia-Weimar |  |  | 16. Giovanni Guglielmo di Sassonia-Weimar |  |
|                                                         |                                                 | 17. Dorotea Susanna di Wittelsbach-Simmern        |                                                     |  |  |       |  |  | 8. Giovanni di Sassonia-Weimar |  |  |                                           |  |
| 4. Guglielmo di Sassonia-Weimar                         |                                                 |                                                   |                                                     |  |  |       |  |  | 8. Giovanni di Sassonia-Weimar |  |  |                                           |  |
|                                                         |                                                 | 9. Dorotea Maria di Anhalt                        | 18. Gioacchino Ernesto di Anhalt                    |  |  |       |  |  |                                |  |  |                                           |  |
|                                                         |                                                 | 9. Dorotea Maria di Anhalt                        | 18. Gioacchino Ernesto di Anhalt                    |  |  |       |  |  |                                |  |  |                                           |  |
|                                                         |                                                 | 9. Dorotea Maria di Anhalt                        | 19. Eleonora di Württemberg                         |  |  |       |  |  |                                |  |  |                                           |  |
| 2. Giovanni Ernesto II di Sassonia-Weimar               |                                                 | 9. Dorotea Maria di Anhalt                        |                                                     |  |  |       |  |  |                                |  |  |                                           |  |
|                                                         |                                                 | 10. Giovanni Giorgio I di Anhalt-Dessau           | 20. Gioacchino Ernesto di Anhalt                    |  |  |       |  |  |                                |  |  |                                           |  |
|                                                         |                                                 | 10. Giovanni Giorgio I di Anhalt-Dessau           | 20. Gioacchino Ernesto di Anhalt                    |  |  |       |  |  |                                |  |  |                                           |  |
|                                                         |                                                 | 10. Giovanni Giorgio I di Anhalt-Dessau           | 21. Agnese di Barby-Mühlingen                       |  |  |       |  |  |                                |  |  |                                           |  |
| 5. Eleonora Dorotea di Anhalt-Dessau                    |                                                 | 10. Giovanni Giorgio I di Anhalt-Dessau           |                                                     |  |  |       |  |  |                                |  |  |                                           |  |
|                                                         |                                                 | 11. Dorotea del Palatinato-Simmern                | 22. Giovanni Casimiro del Palatinato-Simmern        |  |  |       |  |  |                                |  |  |                                           |  |
|                                                         |                                                 | 11. Dorotea del Palatinato-Simmern                | 22. Giovanni Casimiro del Palatinato-Simmern        |  |  |       |  |  |                                |  |  |                                           |  |
|                                                         |                                                 | 11. Dorotea del Palatinato-Simmern                | 23. Elisabetta di Sassonia                          |  |  |       |  |  |                                |  |  |                                           |  |
| 1. Eleonora Sofia di Sassonia-Weimar                    |                                                 | 11. Dorotea del Palatinato-Simmern                |                                                     |  |  |       |  |  |                                |  |  |                                           |  |
|                                                         | 12. Alessandro di Schleswig-Holstein-Sonderburg | 24. Giovanni di Schleswig-Holstein-Sonderburg     |                                                     |  |  |       |  |  |                                |  |  |                                           |  |
|                                                         | 12. Alessandro di Schleswig-Holstein-Sonderburg | 24. Giovanni di Schleswig-Holstein-Sonderburg     |                                                     |  |  |       |  |  |                                |  |  |                                           |  |
|                                                         | 12. Alessandro di Schleswig-Holstein-Sonderburg | 25. Elisabetta di Brunswick-Grubenhagen           |                                                     |  |  |       |  |  |                                |  |  |                                           |  |
| 6. Giovanni Cristiano di Schleswig-Holstein-Sonderburg  | 12. Alessandro di Schleswig-Holstein-Sonderburg |                                                   |                                                     |  |  |       |  |  |                                |  |  |                                           |  |
|                                                         |                                                 | 13. Dorotea di Schwarzburg-Sondershausen          | 26. Giovanni Günther I di Schwarzburg-Sondershausen |  |  |       |  |  |                                |  |  |                                           |  |
|                                                         |                                                 | 13. Dorotea di Schwarzburg-Sondershausen          | 26. Giovanni Günther I di Schwarzburg-Sondershausen |  |  |       |  |  |                                |  |  |                                           |  |
|                                                         |                                                 | 13. Dorotea di Schwarzburg-Sondershausen          | 27. Anna di Oldenburg-Delmenhorst                   |  |  |       |  |  |                                |  |  |                                           |  |
| 3. Cristina Elisabetta di Schleswig-Holstein-Sonderburg |                                                 | 13. Dorotea di Schwarzburg-Sondershausen          |                                                     |  |  |       |  |  |                                |  |  |                                           |  |
|                                                         |                                                 | 14. Antonio II di Oldenburg-Delmenhorst           | 28. Antonio I di Oldenburg-Delmenhorst              |  |  |       |  |  |                                |  |  |                                           |  |
|                                                         |                                                 | 14. Antonio II di Oldenburg-Delmenhorst           | 28. Antonio I di Oldenburg-Delmenhorst              |  |  |       |  |  |                                |  |  |                                           |  |
|                                                         |                                                 | 14. Antonio II di Oldenburg-Delmenhorst           | 29. Sofia di Sassonia-Lauenburg                     |  |  |       |  |  |                                |  |  |                                           |  |
| 7. Anna di Oldenburg-Delmenhorst                        |                                                 | 14. Antonio II di Oldenburg-Delmenhorst           |                                                     |  |  |       |  |  |                                |  |  |                                           |  |
|                                                         |                                                 | 15. Sibilla Elisabetta di Braunschweig-Dannenberg | 30. Enrico III di Brunswick-Lüneburg                |  |  |       |  |  |                                |  |  |                                           |  |
|                                                         |                                                 | 15. Sibilla Elisabetta di Braunschweig-Dannenberg | 30. Enrico III di Brunswick-Lüneburg                |  |  |       |  |  |                                |  |  |                                           |  |
|                                                         |                                                 | 15. Sibilla Elisabetta di Braunschweig-Dannenberg | 31. Ursula di Sassonia-Lauenburg                    |  |  |       |  |  |                                |  |  |                                           |  |
|                                                         |                                                 | 15. Sibilla Elisabetta di Braunschweig-Dannenberg |                                                     |  |  |       |  |  |                                |  |  |                                           |  |